# Ziegenmelker
Der Ziegenmelker (Caprimulgus europaeus, Synonym: Caprimulgus centralasicus), auch Europäischer Ziegenmelker, Nachtschwalbe oder Nachtschatten genannt, ist neben dem Rothals-Ziegenmelker (Caprimulgus ruficollis) der einzige in Europa vorkommende Vertreter der Vogelfamilie der Nachtschwalben (Caprimulgidae).
Der gut drosselgroße, rindenfarbene, langflügelige Vogel ist dämmerungs- und nachtaktiv. Den Tag verbringt die Art schlafend, oft in Längsrichtung auf einem Ast sitzend. Er kommt von Nordafrika über große Teile Eurasiens ostwärts bis etwa in das Gebiet des Baikalsees vor. Alle Populationen sind obligate Langstreckenzieher mit Überwinterungsgebieten im östlichen und südöstlichen Afrika. Nur ein kleiner Teil der in Südwesteuropa brütenden Vögel überwintert äquatornah in West- und Zentralafrika.
Ziegenmelker ernähren sich von nächtlich schwärmenden Insekten, vornehmlich Schmetterlingen, die sie im Flug erbeuten. Sie bauen kein Nest, sondern legen ihre meist zwei Eier in eine leichte Vertiefung auf den nackten Boden.
In Nordwest- und Zentraleuropa ging der Bestand seit dem Ende des 19. Jh. zurück, eine Entwicklung, die sich vor allem in der zweiten Hälfte des 20. Jh. wesentlich verschärfte. Heute ist die Art aus vielen Regionen Zentraleuropas völlig verschwunden. Gut ist die Art jedoch noch immer in Südwest-, Süd- und Südosteuropa vertreten. Global gilt die Art, von der sechs Unterarten beschrieben werden, als nicht gefährdet.
Der eigentümliche Name des Gattungsepithetons caprimulgus entstammt der irrigen Auffassung, dass die Art nächtlich an den Eutern von Ziegen saugen würde, die von Plinius dem Älteren in seiner Naturgeschichte verbreitet wurde (lat. capra = Ziege; mulgere = melken).

## Aussehen

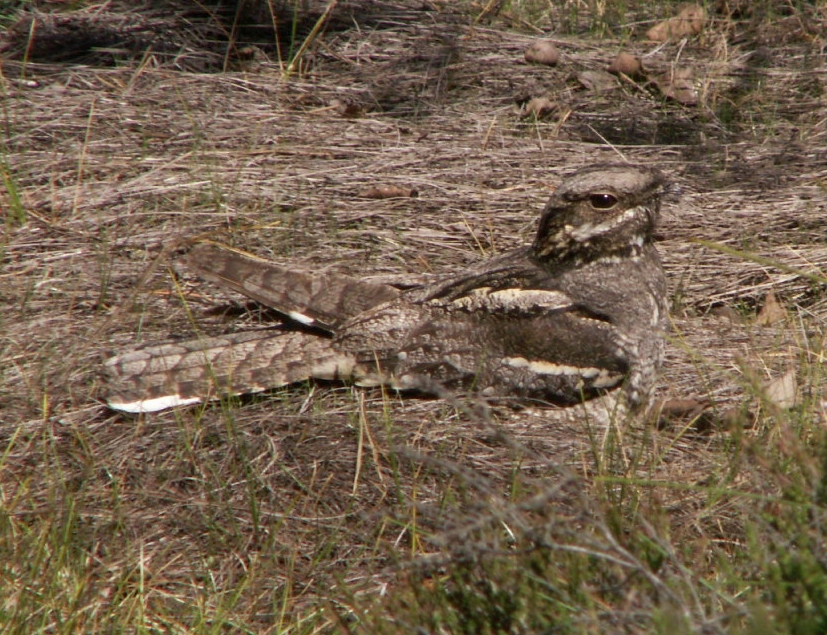
Ziegenmelker

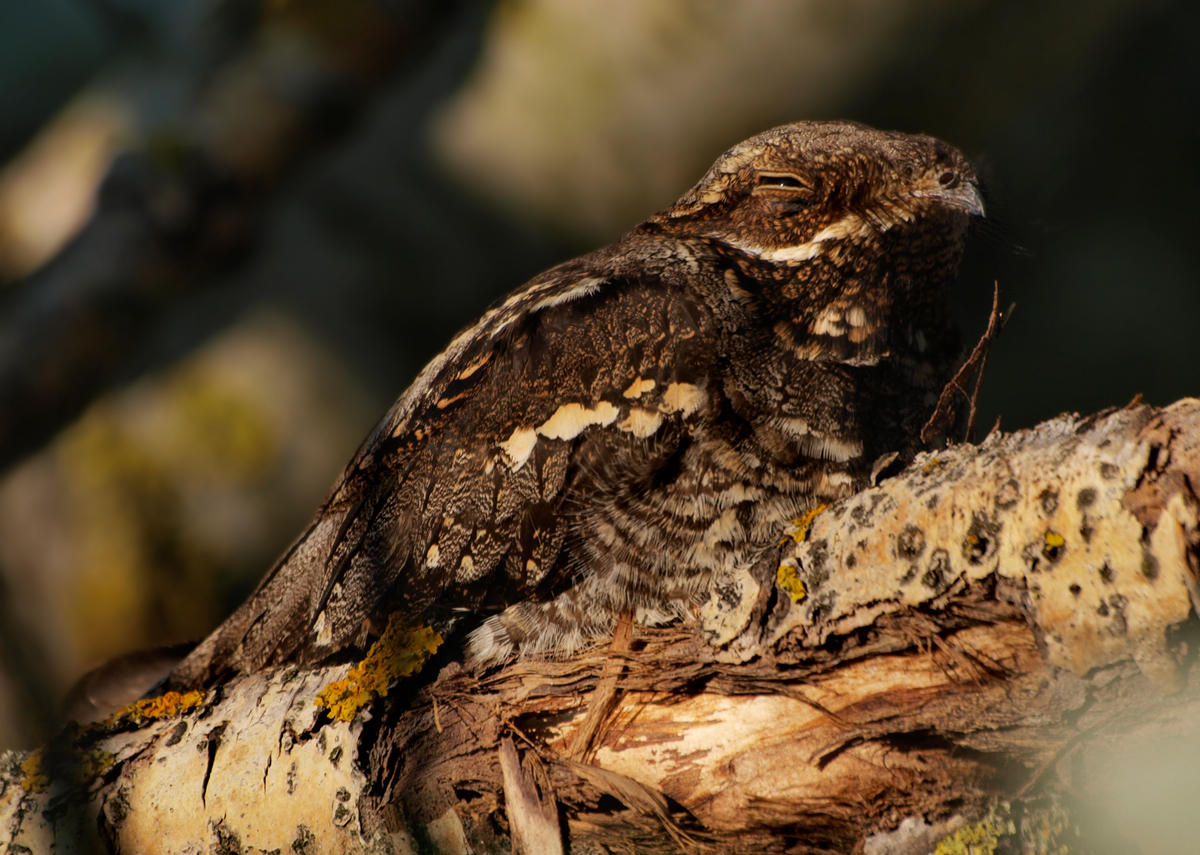
Ziegenmelker

Der Ziegenmelker ist ein langgestreckter, gut drosselgroßer Vogel mit einem großen, flachen Kopf und einem sehr kurzen, aber sehr breiten Schnabel, der von langen, vom Schnabelgrund ausgehenden Borsten umgeben ist. Die kurzen Füßchen mit stark verlängerter Mittelzehe (Putzkralle) sind im Feld kaum zu sehen. Das Gefieder ist graubraun rindenfarbig, mit helleren Binden und schwarzer Kritzelung. Die Flügel sind ungewöhnlich lang, dabei aber ziemlich schmal; im letzten Drittel der Flügelunterseite erscheint eine markante weiße Flügelbinde, auch die äußeren Steuerfedern des langen Schwanzes sind weiß, während die mittleren dunkel schwarzbraun gefärbt sind. Auf der Flügeloberseite ist diese Weißzeichnung ebenfalls vorhanden, jedoch weniger auffallend. Meistens sind ein deutlicher weißer Bartstreif und eine helle Gefiederfärbung im Kehlbereich erkennbar. Bei den annähernd gleich großen und gleich schweren Weibchen fehlen die weißen Abzeichen an Flügeln und Schwanz sowie der helle Kehlfleck. Bei älteren Weibchen ist der Kehlbereich zwar deutlich heller als das Umgebungsgefieder, aber eher zimtfarben oder rötlichbraun gefärbt und nicht weißlich wie bei den Männchen. Das Jugendkleid ist dem Weibchengefieder sehr ähnlich, insgesamt jedoch heller und kontrastärmer als das adulter Weibchen.
Im Flug wirkt der Vogel bedeutend größer und falkenähnlich.
Die Unterschiede zwischen den Unterarten sind nicht sehr deutlich und feldornithologisch nur sehr schwer festzustellen.

### Maße und Gewicht
Je nach Unterart beträgt die Gesamtlänge adulter Ziegenmelker (gemessen von der Schnabel- zur Schwanzspitze) zwischen 24 und 28 Zentimetern; die Spannweite von 55 bis 65 Zentimetern entspricht etwa der eines Turmfalkenmännchens. Die schwersten Ziegenmelker wogen etwas über 100 Gramm, im Mittel liegt ihr Gewicht zwischen 68 und 85 Gramm. Individuen der Nominatform sind im Durchschnitt die größten und auch die schwersten.

## Stimme
Die im Brutgebiet territoriale Art fällt vor allem durch ihren Gesang auf. Meistens von einer erhöhten Singwarte vorgetragen, lässt er sich am ehesten mit dem Geräusch eines entfernt vorbeifahrenden Kleinmotorrades vergleichen; er wird stundenlang fast ohne Pause in der Abenddämmerung und nachts vorgetragen. Dieses in Tonhöhe und Lautstärke variierende Schnurren wechselt bei größerer Erregung von quoorrooorrrorrr... nach erreeerreerrreerrreeerr... Diese Lautäußerung kann mit den ebenfalls nächtlichen Balzchören der Kreuzkröte verwechselt werden. Wenn der Ruf plötzlich abbricht, kann man manchmal sehr hohe, gedehnte kuuiik- oder guuiiek-Elemente und mehrmaliges, recht lautes Flügelklatschen vernehmen. Am Nest ist von beiden Eltern ein dunkler, leiser wuuk- oder quuuuk-Laut zu hören, der von Fachleuten Grunzen genannt wird.
Auch Knappgeräusche sind vor allem während der Insektenjagd und in Erregungssituationen zu hören.

## Verbreitung

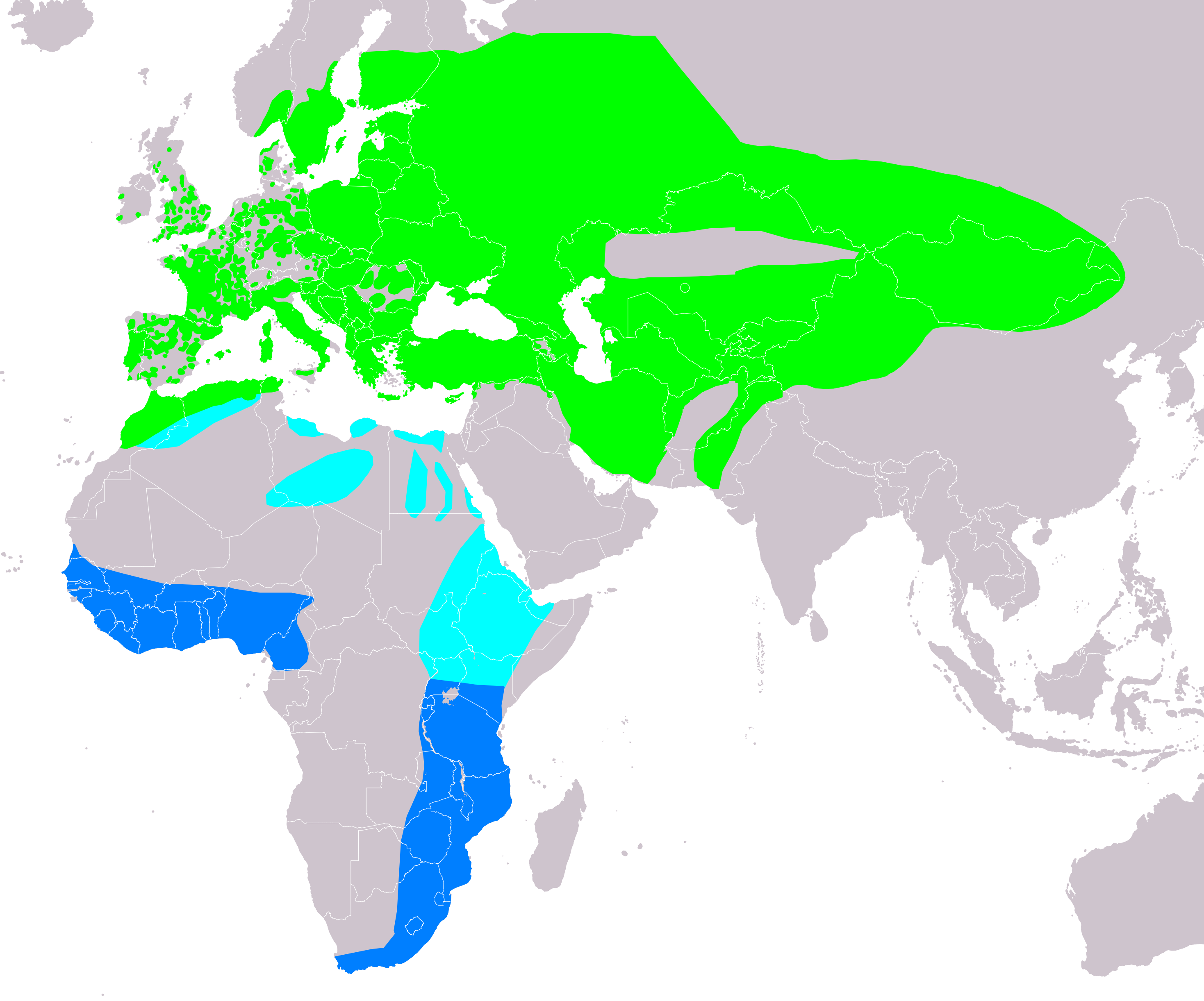
Verbreitung des Ziegenmelkers nach BirdLife International und Handbook of the Birds of the World (2016) 2007 (in IUCN 2019-2):
Brutgebiete
Migration
Überwinterungsgebiete

Das Verbreitungsgebiet der Art erstreckt sich vom äußersten Nordwesten Afrikas über das südwestliche Eurasien ostwärts etwa bis zum Baikalsee. Im fernöstlichen Asien ist die Gattung Caprimulgus durch die Dschungel-Nachtschwalbe (C. indicus), eine dem Ziegenmelker sehr nahestehende Art, vertreten. Europa ist fast vollständig besiedelt, auch auf den meisten Mittelmeerinseln ist die Art vertreten. Sie fehlt nur in Island, im Norden Schottlands, im Norden Skandinaviens und Russlands sowie im südlichen Teil der Peloponnes. In Mitteleuropa ist sie ein seltener, lückig verbreiteter Brutvogel, häufiger kommt sie in Spanien sowie in den osteuropäischen Staaten vor.

## Lebensraum

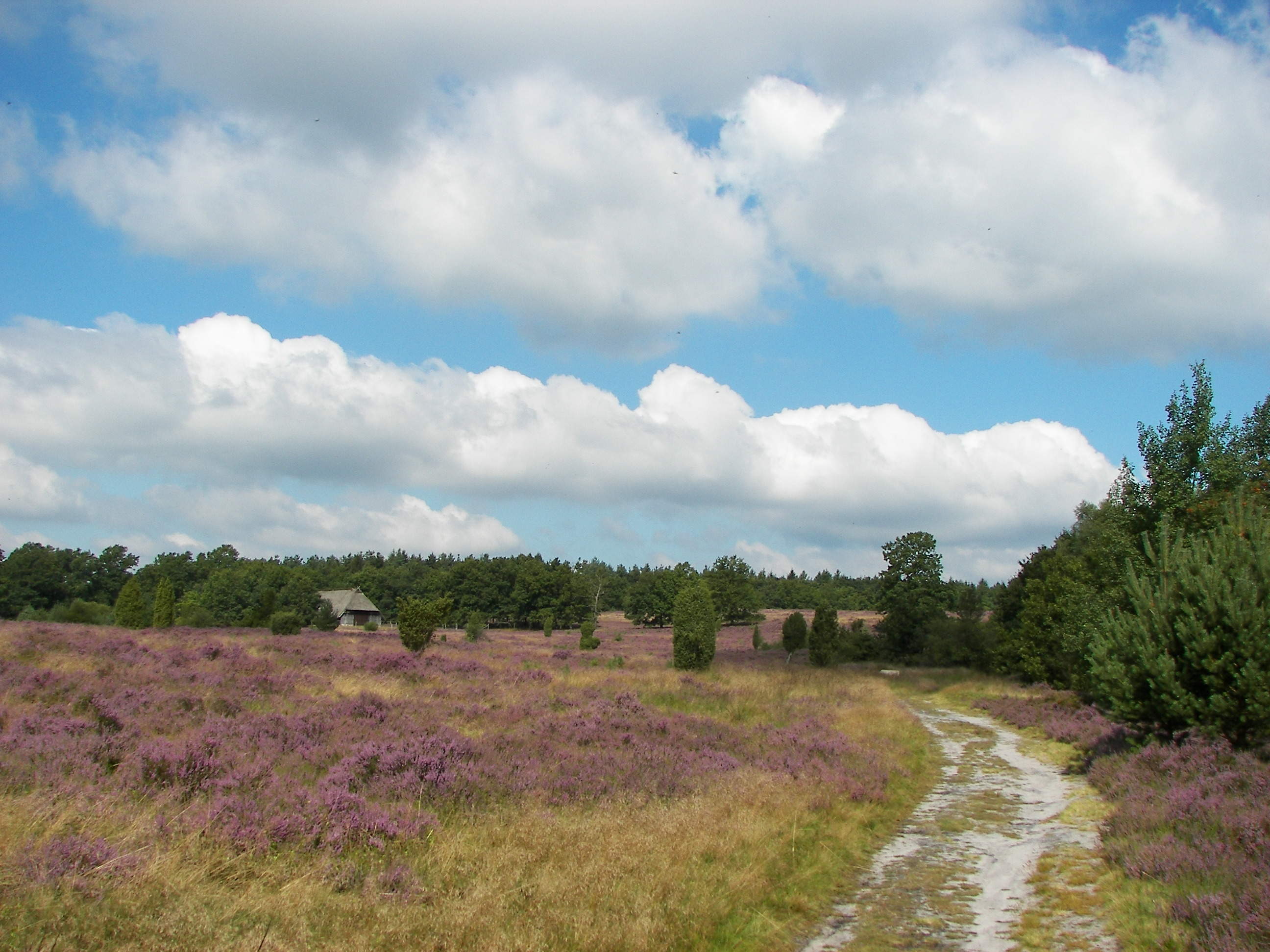
Heidegebiete bieten dem Ziegenmelker günstige Bruthabitate.

Der Ziegenmelker bewohnt trockene, wärmebegünstigte, offene Landschaften mit einem ausreichenden Angebot an Nachtfluginsekten. In Europa sind seine bevorzugten Lebensräume Heiden und Moore, auch lichte, sandige Kiefernwälder mit großen Freiflächen, Kahlschläge sowie Windbruchgebiete vermag er zu besiedeln. Ebenso erscheint er, insbesondere in Süd- und Südosteuropa, auf steinigen und sandigen Freiflächen von Macchien, gelegentlich auch in wenig bewachsenen Dünenabschnitten. In Mitteleuropa zeigen Sekundärlebensräume wie Truppenübungsplätze oder stillgelegte Tagebauflächen die größten Bestandsdichten. In Nordafrika brütet die Art in steinigem, nur spärlich mit Büschen bestandenem Gelände. Geschlossene Waldgebiete werden von allen Unterarten gemieden, reine, weitgehend vegetationslose Wüsten ebenfalls, nur die Unterart C. e. plumipes brütet auch in den Randbereichen der Gobi.
Im Allgemeinen ist der Ziegenmelker als wärmeliebende Art eher ein Bewohner der Niederungen, doch bei günstigem Nahrungsangebot brütet er bis in den subalpinen Bereich. In Asien wird die Art regelmäßig in Höhen über 3000 Meter festgestellt, in den Überwinterungsgebieten sogar am Rande der Schneegrenze bei etwa 5000 Meter.
Sofern die grundlegenden Anforderungen, die die Art an den Brutstandort stellt, erfüllt sind, meidet der Ziegenmelker die Nähe des Menschen nicht. Randgebiete kleiner Siedlungen scheinen sogar, wahrscheinlich durch die von Tierhaltung und Lichtquellen angezogenen Insekten, eine besondere Attraktivität zu besitzen.

## Wanderungen
In seinem gesamten Verbreitungsgebiet ist der Ziegenmelker obligater Zugvogel, der meist einzeln (seltener in kleinen Zuggemeinschaften) zieht. Der Wegzug aus den Brutgebieten beginnt schon Mitte Juli mit dem Abzug der Jungvögel. Bis Oktober haben alle Ziegenmelker ihre Sommerquartiere geräumt. Ziegenmelker sind Breitfrontzieher und überqueren Alpen, Mittelmeer und Sahara beziehungsweise die innerasiatischen Steppen- und Wüstengebiete ohne Umgehungsstrategien. Das Hauptüberwinterungsgebiet beginnt im Südsudan und erstreckt sich bis zur Kapprovinz, wobei die verschiedensten Biotope und Höhenstufen aufgesucht werden können, sofern nur genügend Freiflächen zur Jagd zur Verfügung stehen. Auch in Westafrika werden beginnend im südlichen Sahelbereich südwärts bis zur Guineaküste Ziegenmelker angetroffen, allerdings in geringerer Zahl. Auch die asiatischen Unterarten scheinen die Überwinterungsgebiete in Ost- und Südostafrika zu bevorzugen. Wahrscheinlich besteht auch ein kleines Überwinterungsgebiet an der Ostküste der Arabischen Halbinsel. Regelmäßig werden auch während des Winterhalbjahrs Ziegenmelker in Nordwestindien bzw. im nordöstlichen Pakistan angetroffen; ob es sich dabei jedoch um Überwinterer handelt, ist nicht geklärt. Im Brutgebiet kommen die ersten Ziegenmelker nicht vor Mitte April an, die Mehrzahl kehrt erst in der ersten und zweiten Maidekade heim.

## Verhalten

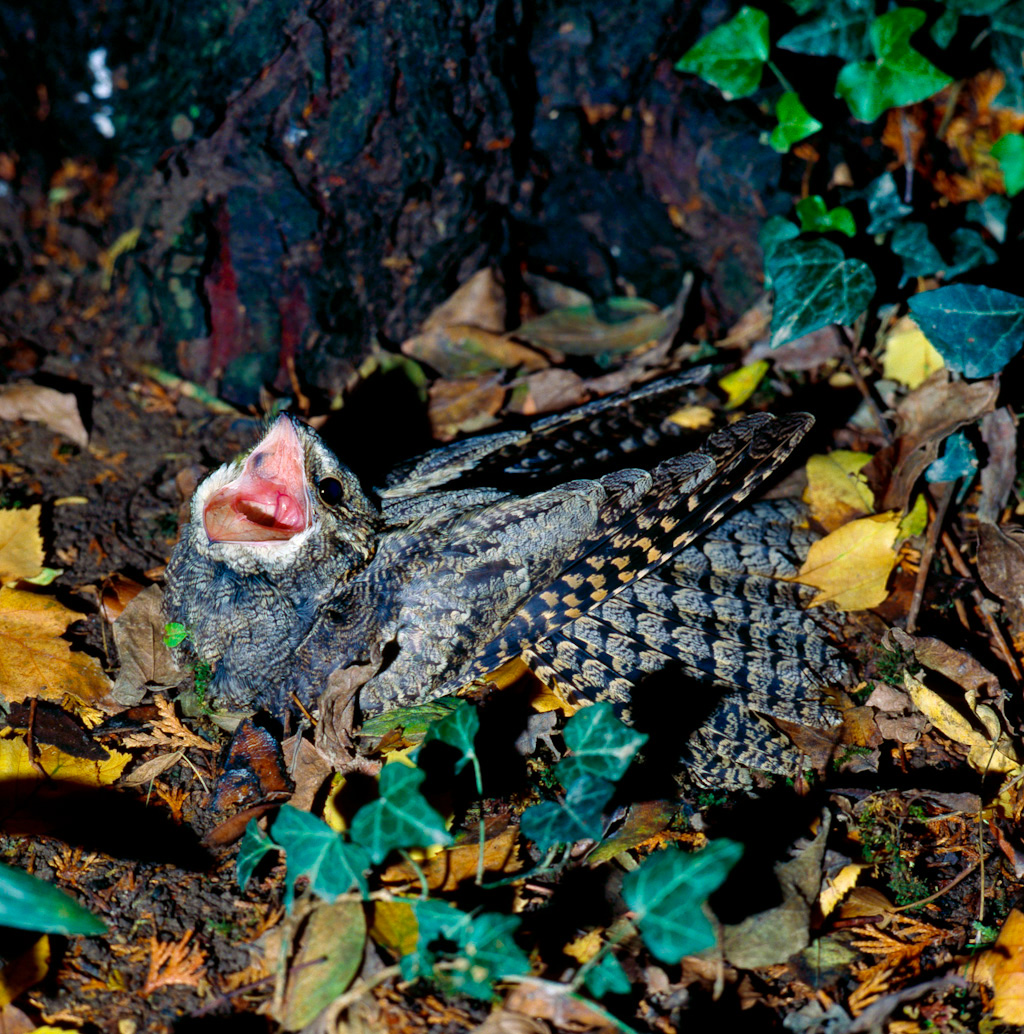
Ziegenmelker

Der Ziegenmelker ist ganzjährig dämmerungs- und nachtaktiv. Seine Aktivitätsphase beginnt kurz nach Sonnenuntergang und endet in der Morgendämmerung. Bei ausreichendem Nahrungsangebot wird um die Nachtmitte eine längere Ruhe- und Putzpause eingelegt. Den Tag verbringt er ruhend am Boden, auf Baumstümpfen oder auch auf Ästen, dort immer in Längsrichtung. Im Brutrevier wird meistens über Wochen derselbe Ruheplatz aufgesucht. Bei Störungen verharren Ziegenmelker lange regungslos. Erst wenn sich der Eindringling bis auf wenige Meter genähert hat, fliegt der Vogel plötzlich auf, lässt sich oft aber schon nach 20 bis 40 Metern wieder nieder. Beim Auffliegen ist häufig der Alarmruf sowie Flügelklatschen zu hören. Ziegenmelker sind wenig gesellig, sie ziehen nur selten in kleinen Trupps und werden auch im Winterquartier in der Regel allein angetroffen.
Der Flug des Ziegenmelkers kann falkenähnlich schnell, aber auch schmetterlingsartig gaukelnd sein. Häufig rüttelt er. Der Streckenflug erinnert etwas an den eines Kuckucks. Am Boden bewegt er sich trippelnd fort, wobei der Körper etwas hin und her schwankt.
Ziegenmelker sonnen sich gerne und nehmen ausgiebige Staubbäder.

### Aggressionsverhalten
Gegenüber Artgenossen sind die Männchen in der Paarbildungs- und Brutphase sehr aggressiv. Der Revierbesitzer fliegt auf den Eindringling zu, wobei er die weißen Gefiederabzeichen präsentiert. Danach lässt er sich nieder und schnurrt ausgiebig. Das genügt meist, um den Rivalen zu vertreiben. Später erlischt diese Aggressivität weitgehend und revierfremde Artgenossen werden  geduldet; sie beteiligen sich auch oft an der Brutpflege. Eulen sowie gelegentlich auch Fledermäuse versucht der Ziegenmelker durch Flügelklatschen und Flugattacken zu vertreiben. Umgekehrt hassen jedoch auch andere Vögel auf den Ziegenmelker. Potenzielle Nesträuber werden mit Fauchen, Zischen und mit Flugangriffen attackiert. Bleibt dies erfolglos, versucht er den Eindringling durch Verleitestrategien vom Nest fortzulocken. Brütende Ziegenmelker fliehen vor einem Menschen erst, wenn sich dieser bis auf wenige Meter seinem Nest genähert hat.

### Jagdverhalten
Die Beute wird meistens im Flug, seltener in Ansitzjagd mit kurzen Ausfallflügen nach Art der Fliegenschnäpper erbeutet, wobei vielfältige Flugjagdmethoden, vom wendungsreichen, gaukelnden Suchflug bis zum falkenähnlichen, reißenden Jagdflug Anwendung finden. Erst kurz vor Erreichen der Beute reißt der Ziegenmelker seinen tief gespaltenen Schnabel auf. Zur Größe und Wirksamkeit dieses Fangkeschers tragen auch die schräg abstehenden Borsten bei, die den Schnabel seitlich umgeben. Selten erbeutet der Ziegenmelker Insekten auch am Boden.
Ziegenmelker jagen nicht nur innerhalb ihrer Territorien, sondern unternehmen zuweilen recht weite Nahrungsflüge. An besonders ergiebigen Nahrungsquellen können mehrere Individuen angetroffen werden.

## Nahrung
Die Nahrung des Ziegenmelkers besteht aus den unterschiedlichsten Fluginsekten. Insgesamt überwiegen Schmetterlinge (Lepidoptera) und Käfer (Coleoptera), wobei insbesondere während der Jungenaufzucht Schmetterlinge und Nachtfalter bevorzugt werden. Daneben zählen auch Zweiflügler (Diptera), Eintagsfliegen (Ephemeroptera), Schnabelkerfe (Hemiptera) und Hautflügler (Hymenoptera) zur regelmäßigen Beute. In untersuchten Mägen von Ziegenmelkern wurde oft Sand oder feiner Kies gefunden, gelegentlich auch Reste von Pflanzen, die jedoch möglicherweise zufällig aufgenommen wurden. Die unverdaulichen Reste der Beutetiere werden in relativ großen Speiballen wieder ausgewürgt.

## Brutbiologie

### Balz und Paarbildung
Ziegenmelker führen eine Brutsaisonehe, Wiederverpaarungen derselben Partner kommen vor. Sie werden im Sommer des zweiten Lebensjahres geschlechtsreif, brüten aber häufig erst ein Jahr später. Das Männchen erscheint durchschnittlich 10 Tage vor dem Weibchen im Brutrevier und besetzt sofort ein Territorium, das vor allem in der Paarbildungszeit energisch verteidigt wird. Weibchen werden hauptsächlich durch den Gesang und durch die langsamen Schmetterlings-Flüge beeindruckt. Während dieser Flüge ist die Körperhaltung fast vertikal, die Flügel sind V-förmig erhoben und die weißen Flügelabzeichen gut sichtbar. Der Schwanz ist gefächert, was auch die weißen Spitzen der äußeren Steuerfedern gut zur Geltung bringt. Häufig ist ein Flügelklatschen und der typische Flugruf zu hören. Die Kopulationen finden meistens in der Nähe der Niststelle am Boden statt.

### Gelege, Brut und Nestlingszeit

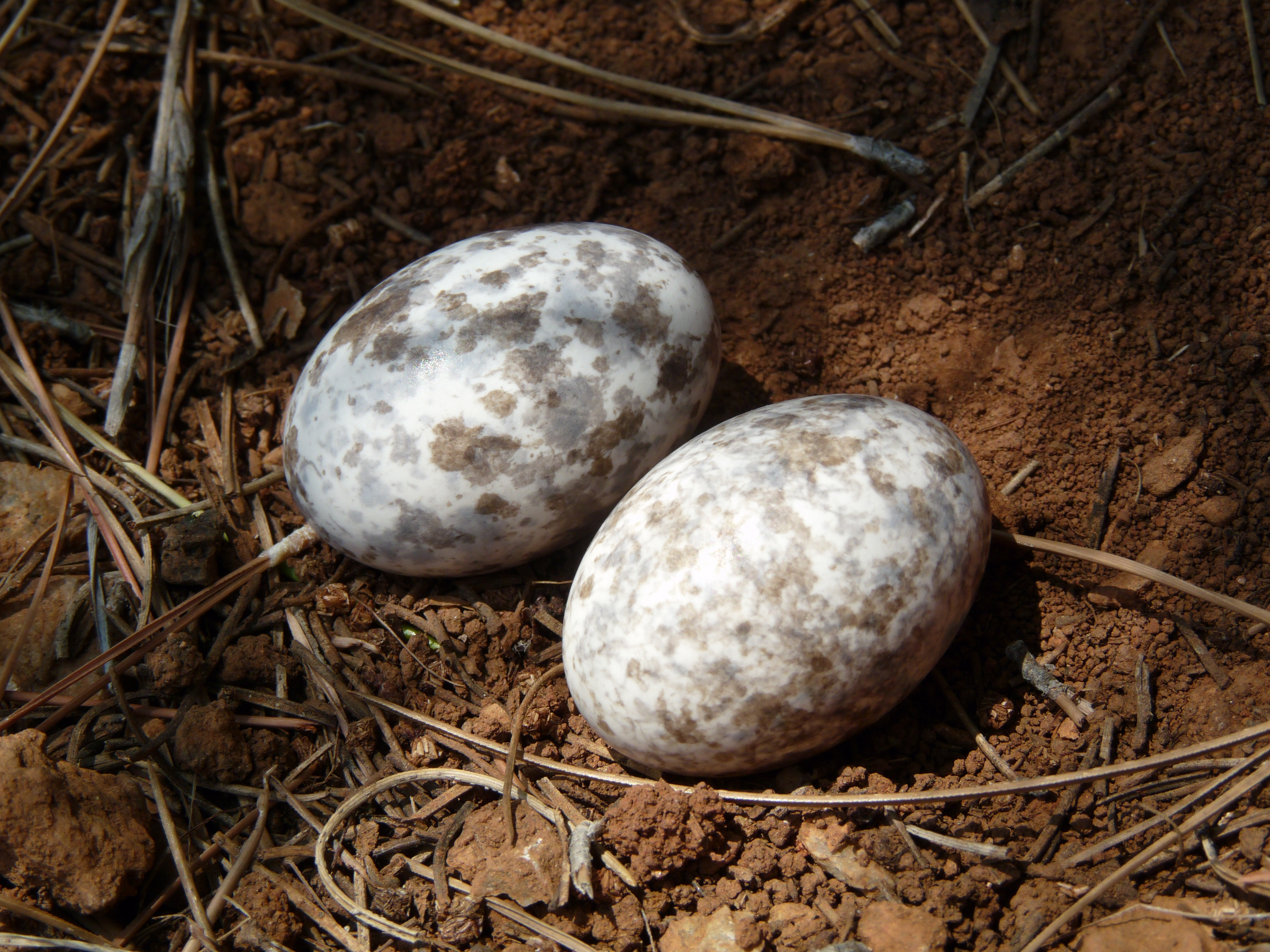
Ziegenmelkergelege

Das Männchen zeigt dem Weibchen in seinem Revier potentielle Brutplätze. Dies tut es, indem es schnurrend zu Boden fliegt und dort verhalten mehrere Sekunden schnurrt. Das Weibchen kommt hinzu und schnurrt dort ebenfalls. Es werden mehrere solcher möglichen Brutplätze angeflogen. Das Weibchen entscheidet sich später für einen dieser Plätze als Brutplatz. Entscheidend für die Lage des Brutplatzes ist eine optimale optische Verschmelzung des Vogels mit seiner Umgebung. Der europäische Ziegenmelker trägt kein Nistmaterial ein und verändert die Brutstelle auch nicht. Das Gelege besteht aus meist zwei langelliptischen hellen Eiern mit dunklen Flecken in der Größe von durchschnittlich 31,5 × 22 Millimetern. Selten wurden Dreier- und Vierergelege festgestellt; möglicherweise ist an solchen Gelegen ein zweites Weibchen beteiligt. Die Eier werden fast ausschließlich vom Weibchen 18 Tage bebrütet, nur in der Abend- und Morgendämmerung wird es kurz vom Männchen abgelöst.
Die Dunenjungen schlüpfen in einem relativ weit fortgeschrittenen Entwicklungszustand. Sie können schon wenige Stunden nach dem Schlupf dem Schatten folgen. Sie werden in den ersten Tagen vom Weibchen gehudert. Nach etwa vier Tagen füttern beide Eltern. Bei der Futterübergabe umfasst das Junge den Schnabel des Elternvogels, der unter Würgebewegungen einen Insektenballen übergibt. Ein einzelner Fütterungsvorgang kann bis zu 10 Sekunden dauern. Pro Nacht finden etwa 10 Fütterungen statt, ein Futterballen kann bis zu 150 Einzelinsekten umfassen. Die Jungen legen ihre Kotballen im Umkreis der Niststelle ab, sodass Fütterungsplätze des Ziegenmelkers oft weiß eingesäumt erscheinen. Gelegentlich wurden sowohl unverpaarte Männchen als auch Weibchen als Bruthelfer beobachtet. Mit etwa 14 Tagen beginnen die Jungen mit ersten Flugübungen, mit drei Wochen können sie kurze Strecken fliegen. Nach etwa 5 Wochen sind sie selbstständig und dismigrieren in die nähere Umgebung, bevor sie in die Winterquartiere abziehen.
Die Ziegenmelker der nördlicheren Populationen brüten nur einmal im Jahr, die der südlicheren Gebiete regelmäßig zweimal. Zweitbruten sind fast immer Schachtelbruten wie sie von Magdalena Heinroth und Oskar Heinroth bei handaufgezogenen Nachtschwalben beschrieben wurden. Das Weibchen legt dabei nach der Erbrütung des ersten Geleges ein zweites. Die Küken des ersten werden vom Männchen versorgt, die des zweiten vom Weibchen. Gelegentlich findet zwischen den Bruten auch ein Partnerwechsel statt.

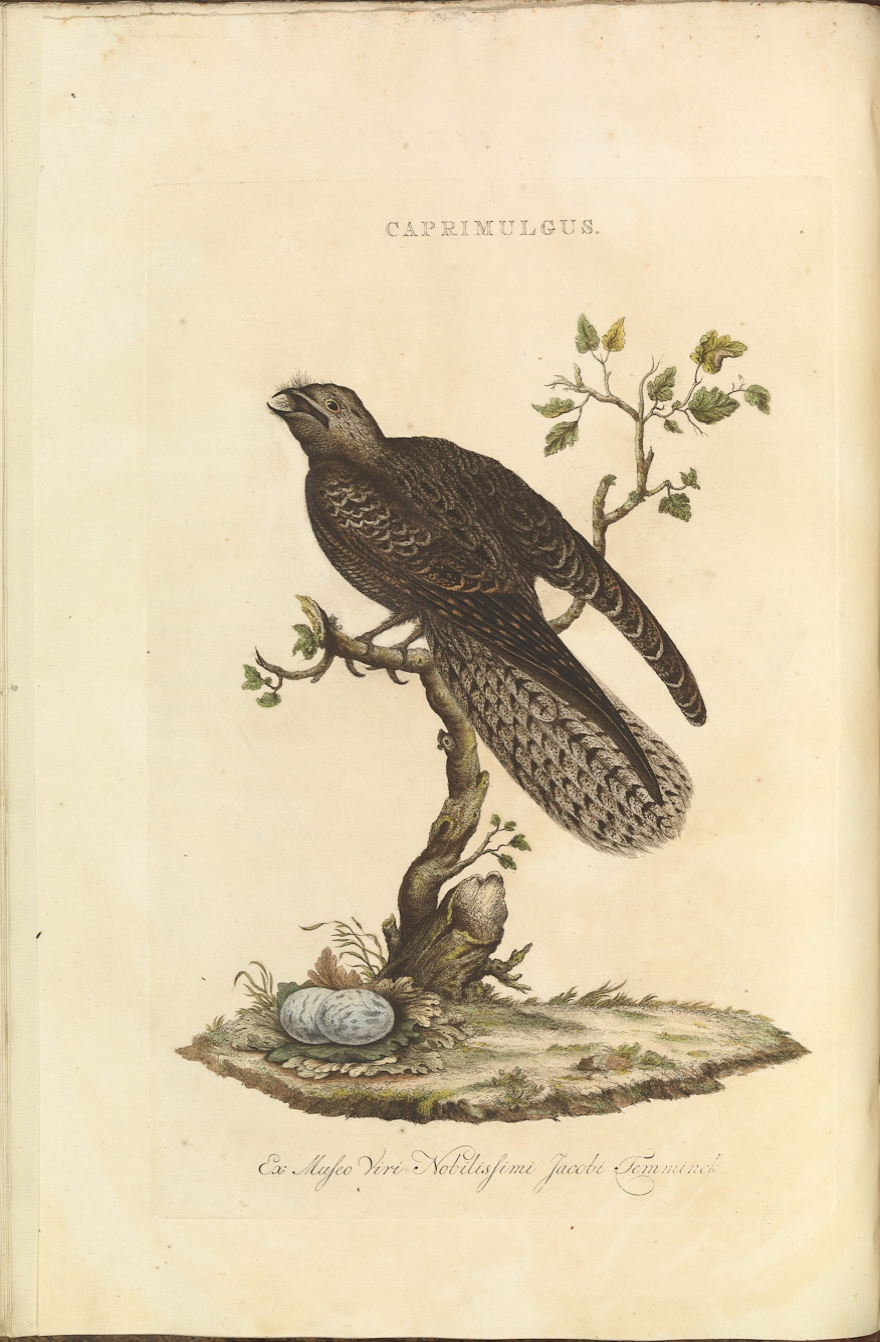
Ziegenmelker in Nederlandsche Vogelen 1770

## Systematik
Caprimulgus europaeus ist eine Art der Gattung Caprimulgus, in der seit der taxonomischen Revision 2010 nur noch 38 Arten zusammengefasst werden, deren Brutgebiete in Eurasien und Afrika liegen.
Für die Art werden sechs Subspezies beschrieben, von denen zwei (die Nominatform C. e. europaeus und C. e. meridionalis) in Europa vorkommen. Die Färbungs-, Größen- und Gewichtsunterschiede verlaufen klinal und sind zum Teil wenig ausgeprägt.
- Caprimulgus europaeus europaeus Linnaeus, 1758: Die Nominatform brütet in Mittel- und Westeuropa sowie ostwärts bis Mittelasien, etwa bis zum Oberlauf des Jenissej. Sie ist die größte und dunkelste der sechs Unterarten. Im Südwesten ihres Brutgebietes besteht eine Kontaktzone zu C. e. meridionalis, im Südosten zu C. e. sarudnyi.
- Caprimulgus europaeus meridionalis Hartert, 1896: Die Verbreitung dieser Unterart liegt südlich des von der Nominatform bewohnten Gebietes. Sie beginnt in Spanien und dem Maghreb, umfasst Südeuropa einschließlich der meisten Mittelmeerinseln und reicht über das Schwarzmeergebiet bis zum Kaukasus und dem Kaspischen Meer. Diese Unterart ähnelt sehr der Nominatform, ist jedoch etwas kleiner. Der Farbton der Oberseite spielt mehr ins Graue, die Unterseite weist kaum Gelbtöne auf. Die weißen Flügelzeichen der Männchen sind etwas größer als bei der Nominatform.
- Caprimulgus europaeus sarudnyi Hartert, 1912: Der Hauptverbreitungsraum dieser Unterart liegt in den nördlichen zentralasiatischen Steppen, vor allem in Kasachstan und Kirgisistan. Die weißen Flügelzeichen dieser Art sind sehr markant. Brust und Bauch sind gelbbräunlich gefärbt.
- Caprimulgus europaeus unwini Hume, 1871: Diese auffallend helle, fast graue Unterart brütet ostwärts über Turkmenistan und Usbekistan bis in den Tianshan. In der Größe liegt sie etwa zwischen der Nominatform und C. e. meridionalis.
- Caprimulgus europaeus plumipes Przewalski, 1876: Diese Unterart ist der oben erwähnten sehr ähnlich. Unterscheidbar ist sie von dieser durch den wärmeren, eher zimtbraunen Farbton der Oberseite. Die Beinchen sind bis zu den Zehen befiedert. Die Brutgebiete dieser Subspezies liegen in der westlichen Mongolei sowie in Nordwestchina.
- Caprimulgus europaeus dementievi Stegmann, 1949: Ihr Verbreitungsgebiet reicht am weitesten nach Osten und liegt im südöstlichen Baikalgebiet sowie in der Nordostmongolei. Die Grundfärbung des Brust- und Bauchgefieders ist lehmgelb.

Die ehemals gültige Vaurienachtschwalbe ist eine heute ungültige Art, die nur durch ein immatures Weibchen bekannt geworden ist, das im September 1929 in der Taklamakan im Kreis Guma (Pishan) im südwestlichen Xinjiang in West-China von Frank Ludlow gesammelt wurde und im Natural History Museum aufbewahrt wird. In der Vergangenheit hielten Forscher die Vaurienachtschwalbe für ausgestorben oder ein zweifelhaftes Taxon, zumal bei Expeditionen in den 1970er und 1990er Jahren nur Exemplare der chinesischen Ziegenmelker-Unterart C. europaeus plumipes in der fraglichen Region entdeckt wurden. Im Jahr 2020 erschien die erste molekulargenetische Studie über C. centralasicus, in der der Holotypus einer molekularen Untersuchung und erneuten morphologischen Vergleichen unterzogen wurde. Die in zwei verschiedenen Laboren (Bonn und Bern) unabhängig voneinander durchgeführten Analysen kamen zu dem Ergebnis, dass C. centralasicus ein identisches Teilfragment des mitochondrialen Gens Cytochrom b aufweist wie fünf Museumsbälge des Ziegenmelkers C. europaeus. Die Gesamtfärbung des Gefieders (jedoch nicht die Körperlänge) von C. centralasicus zeigt, vor allem auf der Oberseite, Ähnlichkeiten mit einigen Exemplaren der Unterarten C. e. unwini, C. e. plumipes und C. e.dementievi. Die Autoren dieser Studie gehen daher mit hoher Wahrscheinlichkeit davon aus, dass es sich bei C. centralasicus um ein Synonym für C. e. plumipes handelt. Die IOC World Bird List folgte dieser Einschätzung im Dezember 2020.

## Bestandsentwicklung
Wie bei anderen Fluginsektenjägern (z. B. Rötelfalke, Blauracke oder verschiedenen Würgerarten) auch, gingen die Ziegenmelkerbestände in weiten Teilen Europas seit der Mitte des vorigen Jahrhunderts sehr stark zurück. Dafür sind in den Brutgebieten vor allem Habitatzerstörung sowie weiter intensivierter Pestizideintrag verantwortlich; aber auch in den Überwinterungsgebieten scheint sich die zunehmende Verwendung von Pestiziden verstärkt schädlich auszuwirken.
In manchen Regionen zeigt sich jedoch vor allem in den letzten Jahren durch die Nutzung von Sekundärlebensräumen eine deutliche Bestandserholung. Das Naturschutzgebiet Marienfließ hat etwa 70 Ziegenmelker-Reviere. Europaweit ist die Art als D (declining) eingestuft. In der Roten Liste der Brutvögel Deutschlands von 2015 wird die Art in der Kategorie 3 als gefährdet geführt. Auch in der Schweiz, den Niederlanden, in Tschechien und Österreich erscheint der Ziegenmelker auf den Roten Listen.

## Herkunft des Namens
Der Name geht auf Plinius den Älteren zurück. Er beschrieb den Ziegenmelker in seiner Naturalis historia (Liber X 26 Ivi 115). Angeblich sog er Ziegen nachts die Milch aus, wodurch diese erblinden oder sterben würden. In Wirklichkeit wird der Ziegenmelker aber wohl eher von den Insekten angelockt, die das Weidevieh begleiten, und die Sage stammt von einer gewissen Unheimlichkeit, die den kauzähnlichen Vogel umgibt.

## In der Astronomie
1999 wurde der Asteroid (8968) Europaeus nach Caprimulgus europaeus benannt.

## Besondere Anpassung
Wie die ihnen nahestehenden Segler können Ziegenmelker bei längerem Nahrungsmangel in einen Zustand der Hypothermie verfallen, doch ist diese Anpassung bei wildlebenden Individuen von C. europaeus noch unzureichend erforscht. Ausgelöst wird dieser energiesparende Hungerschlaf immer vom Nahrungsmangel und damit einhergehendem Gewichtsverlust. Einige nordamerikanische Verwandte (z. B. Winternachtschwalbe, Phalaenoptilus nuttallii) haben diese Anpassung so weit entwickelt, dass man von einem winterschlafähnlichen Zustand sprechen kann.